# Juraj
Juraj je mužské křestní jméno. Jméno staroslovanského původu, srovnejte s ruským slovem юркий (jurkij) znamenající mrštný, hbitý, obratný. Ženská podoba je Juraja. Někdy se spojuje se jménem Jiří.[zdroj?]

## Domácké podoby
Jura, Juraš, Jurajek, Jurajko, Jurík

## Známí nositelé jména
- Juraj Herz – slovenský režisér
- Juraj Jánošík – slovenský zbojník
- Juraj Jakubisko – slovenský režisér
- Juraj Jarábek – slovenský fotbalista a fotbalový trenér
- Juraj Macko – slovenský fotograf
- Juraj Raninec – český politik
- Juraj Bartík – český rozhlasový redaktor
- Juraj Filas – skladatel
- Juraj Meliš – spisovatel
- Juraj Šajmovič – slovenský fotograf a kameraman
- Juraj Thurzo – jeden z příslušníků slovenského šlechtického rodu Turzovců
- Juraj Červenák – slovenský spisovatel
- Juraj Nvota – slovenský režisér
- Juraj Sviatko – slovenský krasobruslař
- Juraj Halama – slovenský herec
- Juraj Tóth – slovenský astronom
- Juraj Križanić – chorvatský misionář
- Juraj Beneš – slovenský skladatel, učitel a pianista